# Historia de Zacatecas

## Antecedentes prehispánicos

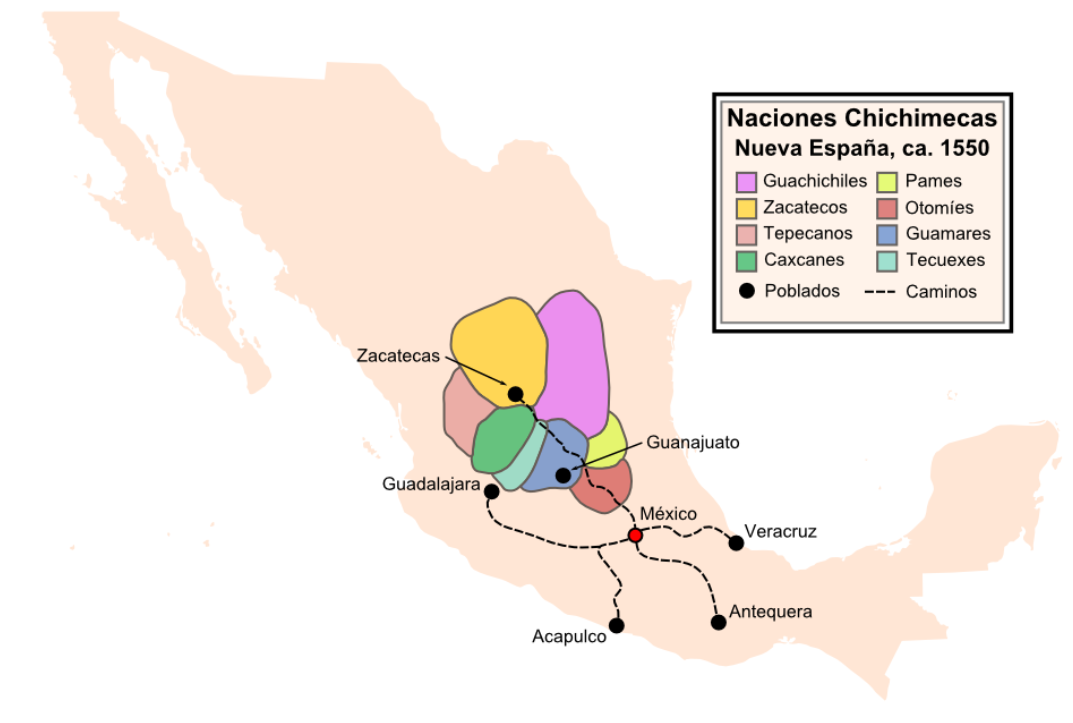
Naciones Chichimecas en las cercanías de Zacatecas.

Debido a la contrastante geografía que caracteriza al territorio zacatecano se establecieron dos sociedades prehispánicas muy distintas; en la zona desértica del altiplano habitaron grupos nómadas recolectores de frutos y cazadores, y en las partes altas mejor irrigadas se asentaron tribus sedentarias practicantes de la agricultura. Alrededor del periodo 600 a. C. la cultura agrícola de Chupicuaro, originaria de Guanajuato, floreció y fue cimiento de las culturas sedentarias descendientes de Zacatecas. 

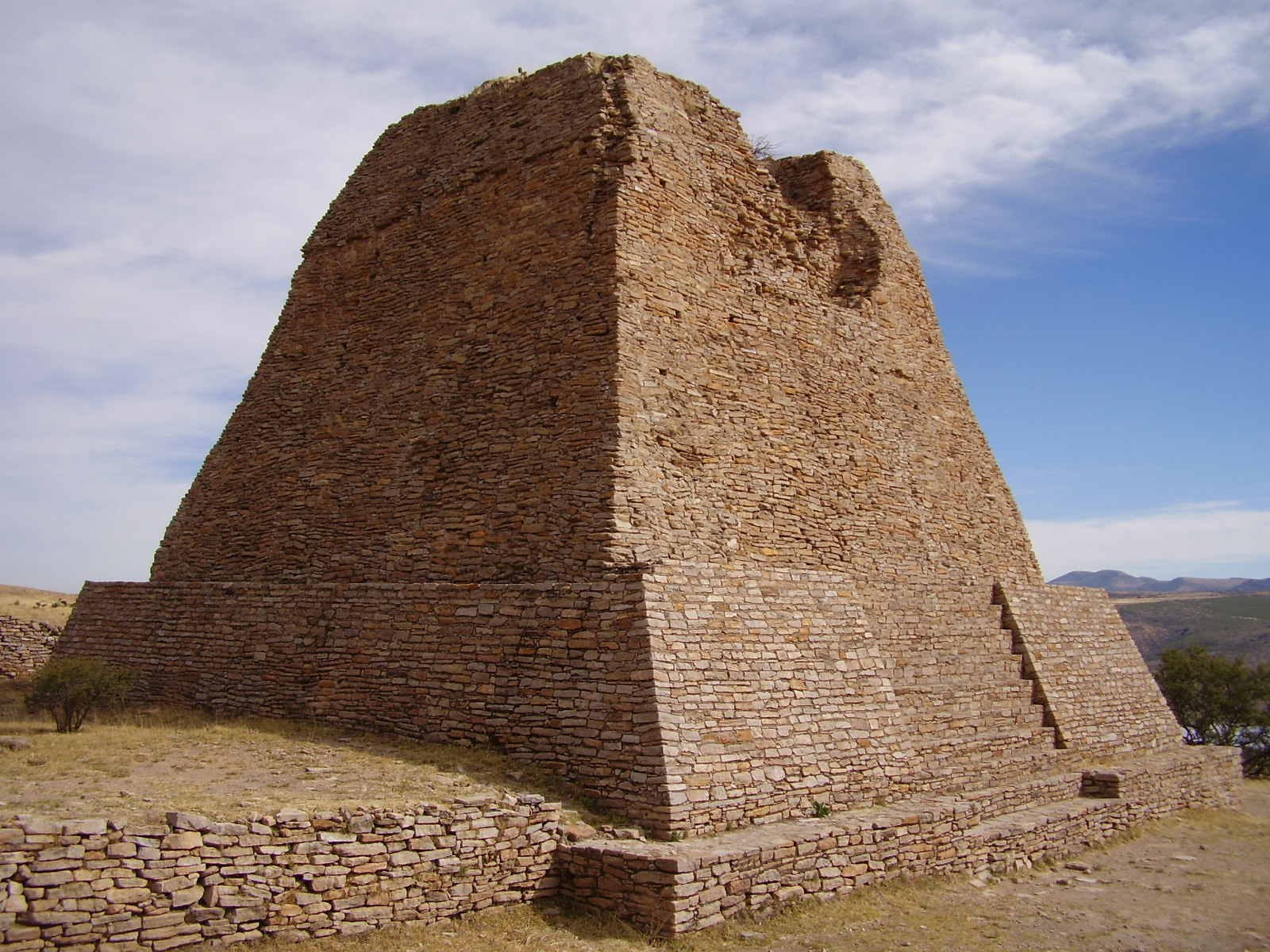
Pirámide en La Quemada

Las diversas tribus chichimecas que habitaban en el territorio zacatecano fueron los caxcanes, guachichiles, guamares, irritilas, huicholes, tecuexes, teules, tepehuanes, coras y zacatecos. Esta última tribu fue una de las más importantes y de ella derivó el nombre de la capital y del estado. Los caxcanes ocuparon gran parte de lo que hoy es Jalisco y Zacatecas.
En el Siglo XVI los aztecas y españoles le llamaron al norte de la mesa central de México que nunca fue conquistada por los mexicas, "La Gran Chichimeca". Esto ahora es compuesto por los estados de Jalisco, Aguascalientes, Nayarit, Guanajuato y Zacatecas. Debido a esto los aztecas y españoles le llamaron Chichimecas a los pobladores de esta gran región aunque fueran de distintas culturas, lenguajes o tribus.

## Época Virreinal
En 1531, se instalaron los españoles en el sur del estado, fundando la primera Villa de Guadalajara en lo que hoy es el Municipio de Nochistlán. Después de la Guerra del Mixtón que libraron los caxcanes contra los españoles en 1546, algunos soldados hispanos se dedicaron a buscar riqueza en el norte, entre ellos, Juan de Tolosa, quien guiado por un indígena llegaría hasta lo que hoy es Zacatecas, el 8 de septiembre de 1546. Ese mismo día regresó de nueva cuenta hacia el sur con algunas muestras de piedras, que luego de examinarlas, encontraron que contenían muy buena ley de plata y plomo. Unas semanas después comenzaron a llegar muchos interesados en la búsqueda de vetas, entre ellos Tolosa, Diego de Ibarra, Baltasar Temiño de Bañuelos, Andrés de Villanueva, entre otros. Cristóbal de Oñate, fue uno de los patrocinadores de la empresa.
La riqueza mineral del subsuelo atraería mucha gente y produciría grandes ingresos a la corona española. De esa forma se fundó la aristocracia de la plata. Esta riqueza provocó que Zacatecas se convirtiese, en pocos años, en una de las poblaciones novohispanas más importantes y pobladas, después de la ciudad de México. La primera mina importante descubierta de plata, fue la de San Bernabé, la siguieron la de Albarrada, de San Benito de Vetagrande y la de Pánuco. Hacia 1553 esta población era conocida con el nombre de Minas de nuestra Señora de los Remedios provincia de los Zacatecas.
Además de la riqueza y del aumento progresivo de la población, otro elemento se sumó para que llegara a ser considerada como la segunda ciudad más importante de Nueva España: el establecimiento de órdenes religiosas entre las que se destacó la franciscana. Zacatecas se convirtió así en uno de los principales centros de operaciones misionales novohispanas.
Un asentamiento que de pronto se convirtió en un lugar clave para las misiones, el comercio, la minería, recibió diplomas acordes a su condición. Tres lustros antes de finalizar el (siglo XVI). Zacatecas recibió el privilegio del título de Ciudad de Nuestra Señora de los Zacatecas, por real cédula expedida en 1585, por el monarca español Felipe II. Tres años después el mismo monarca concedió a esta ciudad el título de Muy Noble y Leal, así como el escudo de armas, privilegio del que gozaron muy pocos pueblos y ciudades durante el Virreinato.

## Siglo XIX

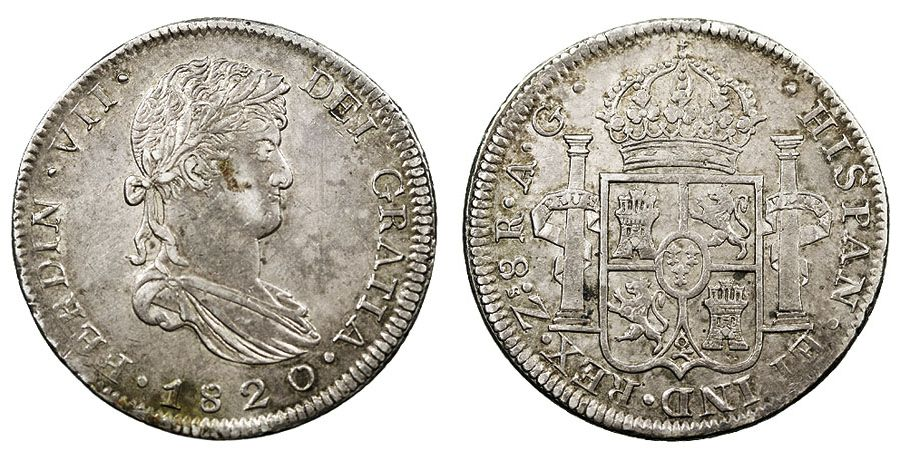
Moneda española de plata acuñada en Zacatecas en 1820.

Como es bien sabido, el siglo XIX por innumerables altibajos que afectaron la historia de México. Cuando inició la guerra de Independencia, Zacatecas intervino, representada por personajes connotados como Víctor Rosales y José María Cos. El 21 de septiembre de 1810 día en que Hidalgo entró a Celaya, circuló en Zacatecas la primera noticia del movimiento. Después de diez años de lucha, y tras firmarse los Tratados de Córdoba, la Independencia fue jurada en la ciudad de Zacatecas por las autoridades locales el 5 de julio de 1821.
Durante los primeros años de la vida independiente, el estado de Zacatecas y su capital adoptaron como escudo de armas un águila real devorando una serpiente, quedando obsoleto el que en el siglo XVI otorgara Felipe II. El rango de la ciudad la convirtió en capital del Estado Libre y Federado de Zacatecas, sede de los poderes estatales, residencia de Gobernadores, entre ellos, Francisco García Salinas, uno de los padres del federalismo en México.
Entre 1824 y 1825 la ciudad fue testigo y escenario de la aparición de algunas instituciones: operó la primera imprenta en Zacatecas, se estableció la Tesorería General del Estado y la Administración de Rentas de la capital, fue creado el Supremo Tribunal de Justicia; entró en vigor la primera Constitución Política del Estado (una de las primeras del país); se establecieron, además, el Tribunal de Alzadas del Comercio y el Tribunal de Alzadas de la Minería. Fue fundada la Sociedad Patriótica de Amigos del País con fines culturales, cívicos y sociales, integrada por mineros, comerciantes, agricultores, artesanos y hombres de letras; su órgano de difusión fue el Correo Político, apareció el primer ejemplar en abril de 1825, siendo el primer periódico publicado en Zacatecas.
En 1826 abrió sus puertas la primera escuela normal, ubicada en los altos de la casa conocida como de la Condesa; salieron a la luz publicaciones diversas, entre ellas, El abanico, revista dirigida especialmente a la mujer. En este año se abolió la esclavitud en el estado. En 1827 iniciaron las obras de construcción del portal de Rosales y en el lugar ocupado antes por la cárcel, en 1833, un teatro que tiempo después llevaría el nombre del dramaturgo Fernando Calderón, majestuoso edificio con capacidad para dos mil espectadores. Por desgracia, el 3 de octubre de 1889 sufrió un terrible incendio que lo dejó en muy mal estado. En este tiempo se terminó la edificación del mercado principal, magnífico edificio cuyo segundo piso funcionó como teatro y centro cultural, en lugar del teatro incendiado que ocho años después se reinauguraría como el faustuoso teatro Calderón.
A fines del siglo XIX surgieron artistas notables como Fernando Villalpando y Genaro Codina, autor de la Marcha Aréchiga o Marcha Zacatecas, considerada como el segundo Himno Nacional. Durante el porfiriato se construyeron numerosos edificios y monumentos sobre los cimientos de muchas fincas antiguas que amenazaban con venirse abajo. También durante este periodo florecieron las artes con una marcada influencia francesa. En 1884 llegó el primer tren a la ciudad y fueron instalados la energía eléctrica, el teléfono y el telégrafo.

## Siglo XX
Durante la Revolución Mexicana, le correspondió a Zacatecas convertirse en escenario de una de las batallas decisivas de la historia nacional: la Toma de Zacatecas ocurrida en 1914. Allí triunfaron las fuerzas revolucionarias y se cavó la tumba del huertismo. Por este solo hecho la ciudad mereció un título honorario más: el de Heroica Ciudad. En esos años, el escudo de armas de la ciudad original –el mismo que concedió Felipe II en 1588-, fue desempolvado y puesto de nuevo en uso, ya no solo como escudo oficial de la ciudad, sino del estado de Zacatecas.

### La Toma de Zacatecas

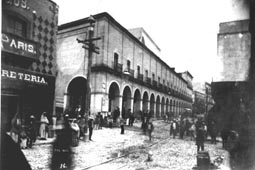
Portal de Rosales después de la batalla.

Durante la Revolución mexicana, Zacatecas protagonizó una de las grandes batallas más decisivas de la historia Nacional, la Toma de Zacatecas en junio de 1914 triunfaron las fuerzas revolucionarias sobre el huertismo. Solo por este hecho la ciudad mereció el título honorario de “Heroica Ciudad”.
El triunfo de Zacatecas marcó, como se sabe, el destino de la revolución, pero señaló también el principio del fin de la convergencia entre los revolucionarios. En el momento de la ruptura, los zacatecanos se vieron en la necesidad de elegir: algunos se sumaron tempranamente al carrancismo, como Roque y Enrique Estrada; otros, como Pánfilo Natera, participaron en la Convención de Aguascalientes y siguieron después aliados al villismo, hasta ser derrotados por las fuerzas de Carranza y ceñirse a su proyecto. Algunos más, como Santos Bañuelos y Tomás Domínguez, se mantuvieron fieles a Villa y fueron combatidos como bandoleros por las nuevas autoridades de la entidad. El triunfo definitivo del carrancismo en Zacatecas estuvo marcado por la llegada de Enrique Estrada a la gubernatura estatal.Bliblioteca Digital: Breve Historia de Zacatecas 